# Salvelinus evasus
Salvelinus evasus es una especie de pez de la familia Salmonidae en el orden de los Salmoniformes.

## Hábitat
Vive en zonas de aguas  templadas. Este pez vive en las grandes profundidades del lago, por debajo de los 80 metros. Puede llegar a medir hasta un pie de longitud, alrededor de 30 cm. El Salvelinus evasus tiene un hocico romo y la boca en posición subinferior. Sus flancos son plateados a amarillentos, a menudo con manchas más pálidas. A diferencia de otras especies de trucha de aguas profundas, sus aletas inferiores tienen márgenes blancos.

## Distribución geográfica
Se encuentra en el lago Ammersee (sur de Alemania).